# Sjenokosi
Sjenokosi (cyr. Сјенокоси) – wieś w Czarnogórze, w gminie Nikšić. W 2011 roku liczyła 9 mieszkańców.